# Tony Renis
Elio Cesari (n. 13 mai 1938, Milano, Regatul Italiei), cunoscut drept Tony Renis, este un cântăreț și actor italian.